# Bernhard Flaschberger
Ne doit pas être confondu avec Bernhard Flaschberger (ski alpin).
Bernhard Flaschberger, né le 6 juillet 1996, est un coureur autrichien du combiné nordique, devenu fondeur. 

## Carrière
Il vit à Sankt Veit im Pongau et est membre du club local.
Après des débuts en Coupe OPA en fin d'année 2010, il démarre pour la première fois en Coupe continentale, en décembre 2011.
Aux Championnats du monde junior, il connait de bons résultats, remportant la médaille d'or dans le concours par équipes en 2014 et 2015, où il signe une place de quatrième en individuel.
Il apparaît dans l'élite en novembre 2014 lors de l'étape de Coupe du monde de Ruka où il est 14e en individuel et 5e du sprint par équipes. Au mois de février 2015, il gagne sa première course dans la Coupe continentale à Ruka.
Il remporte le titre mondial junior du Gundersen-10 km en 2016, une minute devant Vinzenz Geiger. Il est sur le podium de l'épreuve par équipes de Coupe du monde à Schonach au mois de mars.
Il égale sa meilleure performance en Coupe du monde en 2018 à Hakuba, où il est quatorzième.
Il prend sa retraite dans le combiné au cours de la saison 2018-2019.
Juste après cette annonce, il a participé à des courses marathon de ski de fond, terminant troisième à la Gsiesertal.
En décembre 2020, il fait ses débuts dans la Coupe du monde de ski de fond à Davos.

## Palmarès

### Coupe du monde
- Meilleur classement général : 53e en 2015, 2016 et 2018.
- Meilleur résultat individuel : 14e.
- 1 podium par équipes : 1 troisième place.

#### Classements en Coupe du monde
| Année     | Classement général final |
| 2014-2015 | 53e                      |
| 2015-2016 | 53e                      |
| 2016-2017 | 65e                      |
| 2017-2018 | 53e                      |

### Championnats du monde junior
- Médaille d'or par équipes en 2014 à Val di Fiemme.
- Médaille d'or par équipes en 2015 à Astana.
- Médaille d'or en individuel (Gundersen-10 km) en 2016 à Rasnov.
- Médaille d'or par équipes en 2016.

### Coupe continentale
- Meilleur classement général : 4e en 2016.
- 10 podiums individuels, dont 4 victoires.